# Dolichomitriopsis diversiformis
Dolichomitriopsis diversiformis là một loài Rêu trong họ Lembophyllaceae. Loài này được (Mitt.) Nog. mô tả khoa học đầu tiên năm 1948.